# Kim Vilfort
Kim Vilfort (* 15. November 1962 in Kopenhagen, Dänemark) ist ein ehemaliger dänischer Fußballspieler und derzeitiger Jugendkoordinator bei Brøndby IF. Mit der dänischen Nationalmannschaft gewann er 1992 den Europameistertitel. Im Finale gelang ihm ein Tor zum 2:0-Sieg über Deutschland.
Den Großteil seiner Karriere verbrachte er bei Brøndby IF, mit denen er sieben Meistertitel gewinnen konnte. Mit insgesamt 110 in Pflichtspielen für Brøndby erzielten Toren ist er der Rekordschütze des Vereins.

## Vereinskarriere

### Karrierebeginn
Vilfort begann seine Karriere in der Jugend von Skovlunde IF. 1981 unterschrieb er seinen ersten Kontrakt für die erste Mannschaft beim damaligen Zweitligisten BK Frem Kopenhagen. Als Stürmer verpflichtet, wurde er bei Frem zum offensiven Mittelfeldspieler umgeschult, was keine Änderung seiner Torgefahr zur Folge hatte. Bereits in seiner ersten Spielzeit gelangen ihm 15 Saisontore, ehe er den Verein in der Folgesaison mit 25 Toren in die damalige 1. Division schoss.
In der 1. Division ging sein Aufstieg rasant weiter. Mit 19 Toren wurde er hinter Vilhelm Munk Nielsen Zweiter der Torschützenliste und avancierte zum dänischen Nationalspieler. Mit dem Club schaffte er souverän den Klassenerhalt. Es folgten zwei weitere Spielzeiten mit insgesamt 23 Toren, ehe er im Juli 1985 nach Frankreich zu OSC Lille wechselte.

### OSC Lille
Bei dem damaligen französischen Mittelständer ging ihm in Folge seine Torgefahr fast komplett verloren. In der stark defensiv ausgerichteten Mannschaft (lediglich Bernard Bureau konnte mehr als sechs Tore erzielen), kam seine Offensivstärke überhaupt nicht zur Geltung. Lille schaffte mit diesem System zwar den guten zehnten Tabellenendrang, Vilfort war jedoch unzufrieden und drängte auf eine Rückkehr nach Dänemark.
Nach nur einem Jahr in Frankreich unterschrieb er daraufhin im Juli 1986 bei Brøndby IF, wo er bis zu seinem Karriereende blieb. Über die Jahre avancierte er zur unverzichtbaren Institution im Mittelfeld des Vereins.

### Lebende Legende bei Brøndby
Bereits in der ersten Spielzeit setzte er im Europapokal der Landesmeister 1986/87 seine erste Duftmarke für den Verein. Brøndby zog dank zweier wichtiger Tore von Vilfort gegen den BFC Dynamo bis ins Viertelfinale vor, wo man erst an dem späteren Gewinner FC Porto scheiterte. In der Liga wurde man hinter Aarhus GF Vizemeister.
Mit der Verpflichtung von Peter Schmeichel zur Spielzeit 1987 avancierte Brøndby daraufhin zum Nonplusultra in der Dänischen Liga. Der Kader gespickt mit Spielern wie Schmeichel im Tor, den damaligen Star-Stürmern Claus Nielsen und Bent Christensen, Jungstar Brian Laudrup, John Jensen im defensiven- und Vilfort im offensiven Mittelfeld gilt noch heute als einer der stärksten in der dänischen Klubhistorie. Bis auf die Spielzeit 1989, in der man sich mit drei Punkten Rückstand der Überraschungsmannschaft Odense BK geschlagen geben musste, war man das Maß aller Dinge in Dänemark und gewann jeweils den Meistertitel.
Im UEFA-Pokal der Saison 1990/91 sorgte man abermals auch auf europäischer Ebene für Furore. Nach Siegen gegen die favorisierten Bayer 04 Leverkusen und Torpedo Moskau, zog man sogar bis ins Halbfinale des Wettbewerbs ein, in dem man sich jedoch dem AS Rom mit einem Gesamtergebnis von 1:2 geschlagen geben musste. Vilfort galt als der überragende Spieler der Mannschaft und wurde nach der Spielzeit zum dänischen Spieler des Jahres geehrt.
Durch die Erfolge wurden die Stars der Mannschaft jedoch für Vereine aus halb Europa interessant, wodurch es nach der Spielzeit 1991 zum Zerfall des Teams kam, von dem sich Brøndby über Jahre nicht mehr erholen konnte.
Hatte man den Abgang von Brian Laudrup zu Bayer Uerdingen noch gut durch den neuen Jungstar Ronnie Ekelund kompensieren können, schaffte man dies im Fall der Abgänge von Schmeichel, Christensen, Jensen und Frank Pingel nicht mehr. Von den arrivierten Spielern blieb lediglich Vilfort dem Verein treu. Die als Ersatz von Aalborg BK geholten Talente Jes Høgh und Marc Rieper und der aufstrebende Søren Colding von Frem Kopenhagen hatten zwar großes Potential, konnten dieses jedoch vorerst nicht abrufen. Als Konsequenz belegte die Mannschaft zum Ende der Spielzeit 1991/92 lediglich den vierten Tabellenrang.
Als man mit Ekelund zur Spielzeit 1992/93 auch noch den hoffnungsvollsten Jungprofi an den FC Barcelona verlor, rechnete man mit dem kompletten Einbruch der Mannschaft. Diesen konnte die junge Mannschaft auch aufgrund eines überragenden Vilfort, der mit zehn Saisontoren seine beste Torausbeute im Dress von Brøndby verbuchen konnte, abwenden. Man verbesserte sich zum Saisonende sogar auf Tabellenrang drei.
Mit der Verpflichtung von Dan Eggen zur Saison 1993/94 kam es in Folge zu einer deutlichen Qualitätssteigerung der Mannschaft. Man befand sich wieder über die Saison im Kampf um die Meisterschaft und konnte mit dem Gewinn des dänischen Pokals nach vier Jahren endlich wieder einen Titel gewinnen.
In der Spielzeit 1994/95 war man abermals Titelfavorit und hatte auch bis zur letzten Runde realistische Chancen auf die Meisterschaft. In einem dramatischen Saisonfinale musste man sich jedoch dem Lokalrivalen FC Kopenhagen mit 0:1 geschlagen geben, woraufhin Aalborg BK, welche im gleichzeitig stattfindenden Spiel gegen Aarhus GF mit 4:0 gewannen, doch noch mit zwei Punkten Vorsprung den Meistertitel feiern konnten. Im Europapokal der Pokalsieger schied man in der zweiten Hauptrunde mit einem Gesamtergebnis von 2:3 äußerst unglücklich gegen den FC Arsenal aus.
In der Saison 1995/96 konnte die Mannschaft nach fünf Jahren endlich wieder den Meistertitel in Dänemark erringen und sorgte auch im UEFA-Pokal für Aufsehen. Nachdem man in den ersten beiden Runden FK Inkaras Kaunas mit einem Gesamtergebnis von 6:0 und die Norweger von Lillestrøm SK mit 3:0 ausschalten konnte, kam es daraufhin zum Duell mit dem englischen Topklub FC Liverpool. Im Heimspiel schaffte man gegen den übermächtigen Gegner aus England bereits ein vielbeachtetes 0:0, ehe man im altehrwürdigen Anfield in Liverpool mit einem 1:0-Sieg in die nächste Runde aufstieg. In der dritten Hauptrunde des Bewerbs bekam man den AS Rom zugelost, den man im Heimspiel ebenfalls mit 2:1 besiegen konnte. Nach einem harten Kampf im Rückspiel, welches mit 3:1 verloren ging, schied man daraufhin zwar aus dem Bewerb aus, der Aufstieg gegen Liverpool wird jedoch bis heute als eines der Highlights in der Vereinsgeschichte angesehen.
In der Spielzeit 1996/97 verlängerte man die Vormachtstellung in Dänemark und wurde mit 14 Punkten Vorsprung abermals überlegener Meister. Nach dem Zerfall der Erfolgsmannschaft am Anfang des Jahrzehnts, hatte man es wieder geschafft rund um das Spielergrundgerüst Eggen – Jensen – Nielsen – Vilfort – Sand eine gut funktionierende Mannschaft zusammenzustellen, die die Liga dominierte. Auch auf europäischer Ebene konnte man abermals einige Akzente setzen. Zwar scheiterte man in der Qualifikation zur Champions League nach einem Gesamtergebnis von 4:4 aufgrund der Auswärtstorregel an Widzew Łódź, zog daraufhin im UEFA-Pokal nach Siegen gegen den FC Aarau und FC Aberdeen und zwei überragenden Spielen gegen den favorisierten Karlsruher SC ins Viertelfinale des Wettbewerbs ein. Dort unterlag man dem von Jupp Heynckes trainierten CD Teneriffa nach einem 1:0-Heimsieg noch mit einem Gesamtergebnis von 2:0.
Nach der Spielzeit 1997/98 beendete Vilfort nach seiner siebenten gewonnenen Meisterschaft seine Karriere. Zuvor hatte er im letzten Saisonspiel noch das 1:0-Siegtor gegen Odense BK erzielt. Zu seinem Karriereende war er mit 470 Spielen hinter Bjarne Jensen der Spieler mit den zweitmeisten Ligaeinsätzen für Brøndby. Mit 78 Ligatoren steht er in der ewigen Torschützenliste des Vereins hinter Bent Christensen ebenfalls auf dem zweiten Platz. Zählt man alle Pflichtspieltore zusammen ist er mit 110 sogar auf Platz eins der ewigen Torschützenliste.
Nach seinem Karriereende übernahm er den Posten des Jugendkoordinators bei Brøndby den er bis heute innehat.
Gemeinsam mit John Jensen wird er als die Identifikationsfigur des Brøndby IF angesehen. Während seiner Zeit beim Verein erreichte er eine derartige Popularität, dass das Brøndby-Stadion von den Fans als „Vilfort-Stadion“ bezeichnet wird.

## Nationalmannschaft
Bereits als Skovlunde-Spieler kam er in der dänischen U17- und U19-Auswahl zum Einsatz. bei BK Frem Kopenhagen avancierte er daraufhin 1982 zum U21- und 1983 auch zum A-Nationalspieler.
Obwohl er fortan zum erweiterten Kader der Nationalmannschaft zählte, fand er keine Berücksichtigung in den endgültigen Kadern seines Landes für die Europameisterschaft 1984 und Weltmeisterschaft 1986
Sein erstes großes Turnier bestritt er erst 1988 als Mitglied des dänischen Aufgebots für die Europameisterschaft 1988 in Deutschland. In der stark veralteten Mannschaft rund um Spieler wie Søren Lerby, Preben Elkjær Larsen oder Morten Olsen, kam er in den Vorrundenspielen gegen Deutschland und Italien zum Einsatz. Dänemark schied mit drei Niederlagen sang und klanglos bereits in der Vorrunde aus, was einen Umbruch im Team zur Folge hatte.
1992 sorgte er mit Dänemark während der EM 1992 in Schweden für eine der größten Sensationen der Europameisterschaftsgeschichte, als man für die disqualifizierte jugoslawische Mannschaft als Ersatzteam ohne Vorbereitung nachrückte und sensationell Europameister wurde, nachdem man zuvor die Favoriten Frankreich, die Niederlande und im Finale Deutschland (2:0) bezwang. Vilfort avancierte im Finale zur dänischen Legende, als ihm in Minute 78 das alles entscheidende Tor zum 2:0-Sieg gelang.
1996 spielte er mit der EM 1996 sein letztes großes Turnier. Als Titelverteidiger gestartet musste man sich jedoch abermals in der Vorrunde Portugal und Kroatien geschlagen geben. Vilfort absolvierte zwei Vorrundenspiele.
Nach dem Turnier beendete Vilfort nach 77 Länderspielen mit 14 Torerfolgen seine Nationalmannschaftskarriere um sich ausschließlich auf seinen Verein konzentrieren zu können.

## Erfolge

### Nationalmannschaft
- 1 × Europameister: 1992

Teilnahme:
- Fußball-Europameisterschaft 1988
- Fußball-Europameisterschaft 1992
- Fußball-Europameisterschaft 1996

### Als Spieler
- 1 × Fußballer des Jahres in Dänemark: 1991
- 1 × Brøndby IF – Spieler des Jahres: 1991

### Im Verein
- 7 × Dänischer Meister: 1987, 1988, 1990, 1991, 1995/96, 1996/97, 1997/98
- 3 × Dänischer Pokalsieger: 1989, 1993/94, 1997/98